# Akceptilace
Akceptilace (acceptilatio) byla v římském právu dvoustranná dohoda o zániku sjednaného závazku. Vyvinula se z dávných časů, kdy závazek nezanikal prostým splněním (solucí), např. zaplacením dluhu, ale bylo nutné ho ještě formálně zrušit. Po uznání soluce jako samostatného důvodu zániku závazku zůstala akceptilace důvodem zániku závazku při jeho nesplnění, pouze na základě dohody obou stran.
Na rozdíl od moderní dissoluce byla ale přísně formální, musela být provedena stejnou formou, jakou byla zřízena původní obligace (contrarius actus). Šlo-li např. o stipulaci, bylo možné ji zrušit tak, že se dlužník věřitele zeptal „quod ego tibi promisi habesne acceptum?“ (Máš přijato, co jsem Ti slíbil?) a věřitel odpověděl „habeo“ („Mám“). Jestliže nebyla dodržena předepsaná forma, změnila se uzavřená dohoda automaticky na neformální pactum de non petendo, která ale nebyla podle ius civile soudně vynutitelná.